# فهرست پایگاه‌داده‌های تنوع زیستی
این فهرستی از پایگاه‌داده‌های تنوع زیستی (به انگلیسی: biodiversity databases) است. پایگاه‌های اطلاعاتی تنوع زیستی اطلاعات طبقه‌بندی را به تنهایی یا معمولاً اطلاعات دیگری مانند داده‌های پراکنش (مکانی) و داده‌های بوم‌شناختی را ذخیره می‌کنند که اطلاعاتی دربارهٔ تنوع زیستی یک منطقه خاص یا گروهی از جانداران زنده ارائه می‌دهند. آنها ممکن است اطلاعات سطح نمونه، اطلاعات سطح گونه، اطلاعات مربوط به نام‌گذاری یا هر ترکیبی از موارد بالا را ذخیره کنند. بیشتر آنها به صورت آنلاین در دسترس هستند.
| نام                                                                                   | تمرکز | گروه‌های دربرگیرنده | گروه‌های دربرگیرنده | گروه‌های دربرگیرنده | گروه‌های دربرگیرنده | گروه‌های دربرگیرنده | گروه‌های دربرگیرنده | گروه‌های دربرگیرنده                                                                           | مجموعه |
| نام                                                                                   | تمرکز | گیاه               | پرنده              | خزندگان            | ماهی               | بندپایان           | دیگر یوکاریوت      | پروکاریوت و ویروس                                                                            | مجموعه |
| ------------------------------------------------------------------------------------- | --- | ------------------ | ------------------ | ------------------ | ------------------ | ------------------ | ------------------ | -------------------------------------------------------------------------------------------- | --- |
| همه گونه‌های گربه‌ماهی Inventory                                                        | گربه‌ماهی‌سانان |                    |                    |                    | X                  |                    |                    |                                                                                              | اطلاعات گردآوری‌شده تا سرده‌ها شامل برآورد تعداد گونه، متخصصان آرایه‌شناختی |
| Arctos                                                                                | نگهداری نمونه‌های چندین موزه تاریخ طبیعی، مؤسسه و مجموعه‌های خصوصی در دسترس                                                                        | X                  | X                  | X                  | X                  | X                  | X                  | مهره‌داران، بی‌مهرگان، انگلها، گیاهان آوندی و غیرآوندی، چندین گونه با عکس و داده کاربری گسترده | |
| AntWeb                                                                                | مورچه‌ها |                    |                    |                    |                    | X                  |                    |                                                                                              | اطلاعات نمونه‌ها، جزییات مجموعه، عکس‌ها، آرایه‌شناسی بالاتر |
| Avibase - پایگاه‌داده پرندگان جهان؛                                                    | آرایه‌شناسی و پراکنش پرندگان |                    | X                  |                    |                    |                    |                    |                                                                                              | Avibase یک سیستم پایگاه‌داده اطلاعاتی گسترده‌است دربارهٔ همه پرندگان جهان، دارای بیش از ۲۷ میلیون رکورد دربارهٔ ۱۰٬۰۰۰ گونه و ۲۲٬۰۰۰ زیرگونه از پرندگان شامل پراکنش برای ۲۰٬۰۰۰ منطقه، آرایه، همنام به چند زبان و بیشتر                                                           |
| خدمت اشتراک اطلاعات تنوع زیستی (BISS)اتحادیه کشورهای جنوب شرق آسیا                    | دوزیستان، پرندگان، پروانه‌ها، سنجاقک‌ها، گیاهان خوراکی، ماهیان آب شیرین، پستانداران، گیاهان، خزندگان و خزه‌های مالزیایی (Malesian) در جنوب شرق آسیا | X                  | X                  | X                  | X                  | X                  | X                  |                                                                                              | وضعیت فهرست سرخ، پراکنش، حضور منطقه‌ای، توصیف، طبقه‌بندی |
| BioLib - Biological Library                                                           | BioLib یک فرهنگ جامعه بین‌المللی از گیاهان، قارچ‌ها و جانوران                                                                                      | X                  | X                  | X                  | X                  | X                  | X                  |                                                                                              | جدای از سیستم آرایه‌شناختی که شما می‌توانید نگارخانه، واژه‌نامه نامهای عامیانه، پایگاه‌داده لینک‌ها و منابع، سیستم‌های بیوتوپ، سالن بحث، چندین کارکرد دیگر وابسته به زیست‌شناسی |
| کنوانسیون بین‌المللی تجارت گونه‌های جانوری و گیاهی وحشی در حال انقراض پایگاه‌داده گونه‌ها | همه گونه‌هایی که تاکنون در CITES Appendices I, II or III فهرست شدند.                                                                              | X                  | X                  | X                  | X                  | X                  | X                  |                                                                                              | نام علمیف آرایه بالاتر، پراکندگی، عکس و CITES quotas |
| Fauna Europaea                                                                        | شاخص آرایه‌شناختی جانورشناسی اصلی اروپا |                    | X                  | X                  | X                  | X                  |                    |                                                                                              | داده بازبینی شده با کیفیت، , ۱۸۰٬۷۱۲ نام آرایه پذیرفته‌شده، پرتال اینترنتی فراهم‌سازی لینک‌ها برای دیگر خدمات تنوع زیستی کلیدی |
| پایگاه داده ماهی                                                                      | ماهی |                    |                    |                    | X                  |                    |                    |                                                                                              | آرایه‌شناسی بالاتر، نام رایج، پراکندگی، وضعیت فهرست سرخ IUCN |
| FLOW: Fulgoromorpha Lists On the Web]                                                 | Planthoppers (حشرات: Hemiptera: Fulgoromorpha) - 15.000 گونه                                                                                     |                    |                    |                    |                    | X                  |                    |                                                                                              | آرایه‌شناسی و رده‌بندی، نامگذاری، انباشتگاه، تایپ، منبع‌نگاری، پراکندگی، عکس، از فسیل‌های واقعی planthoppers جهان و انواع اطلاعات زیست‌شناختی وابسته (گیاهان میزبان، انگل‌ها، trophobiosis و غیره).                                                                                 |
| بوم‌ناحیه‌های آبهای شیرین جهان (FEOW)                                                   | بوم‌ناحیه‌های آبهای شیرین | X                  | X                  | X                  | X                  | X                  | X                  | X                                                                                            | نقشه گونه‌ها و تعداد بوم‌زاد |
| HerpNET                                                                               | دوزیستان و خزندگان |                    |                    | X                  |                    |                    |                    |                                                                                              | پراکندگی خزندگان و دوزیستان |
| WBPBDIVDB                                                                             | A Database of Plant Biodiversity of West Bengal                                                                                                  | X                  |                    |                    |                    |                    |                    |                                                                                              | غنای تنوع زیستی گلها بنگال غربی از Terai, Duars, دارجیلینگ، شرق منطقه هیمالیا در جنگلهای مانگرو سونداربان |
| Reptile Database                                                                      | خزندگان |                    |                    | X                  |                    |                    |                    |                                                                                              | اطلاعات آرایه‌شناسی، نام‌ها و عکس‌ها |
| آی‌نچرالیست                                                                            | همه شکل‌های زندگی | X                  | X                  | X                  | X                  | X                  | X                  |                                                                                              | مشاهدات موقعیت‌یابی شده، فهرست‌های مکانی، اطلاعات آرایه‌شناختی، نقشه پراکنش |
| سیستم اطلاعات یکپارچه گیاه‌شناسی (IBIS)                                                | گیاهان استرالیا | X                  |                    |                    |                    |                    |                    |                                                                                              | اطلاعات آرایه‌شناسی، جزییات مجموعه و عکس‌ها |
| iSpot                                                                                 | همه شکل‌های زندگی که به اندازه کافی برای عکاسی بزرگ باشند.                                                                                        | X                  | x                  | X                  | X                  | X                  | X                  |                                                                                              | مشاهدات فردی موقعیت‌یابی شده، و دیگر اطلاعات تولیدشده توسط مشارکت‌کنندگان دانشوری شهروندی |
| سامانه اطلاعات آرایه‌شناسی یکپارچه (ITIS)                                              | همه آرایه‌های مورد علاقه آمریکای شمالی، با دیگر آرایه‌های در دسترس                                                                                 | X                  | x                  | X                  | X                  | X                  | X                  |                                                                                              | اطلاعات آرایه‌شناسی شامل آرایه‌شناسی بالاتر |
| سیستم اطلاعات تاریخ طبیعی                                                             | همه شکل‌های زندگی، بیوتوپ‌ها و صخره‌ها | X                  | x                  | X                  | X                  | X                  | X                  | X                                                                                            | رکوردهای گیاگان و زیاگان (دانشوری شهروندی و دیگر منابع)، بوم‌شناسی، پدیده‌شناسی، بیوتوپ‌ها، دیرین‌شناسی و stratigraphy |
| NatureServe                                                                           | گیاهان، جانوران و بوم‌سازگان‌های ایالات متحده و کانادا                                                                                             | X                  | x                  | X                  | X                  | X                  | X                  |                                                                                              | منابع اطلاعاتی دربارهٔ بیش از ۷۰٬۰۰۰ گیاه، جانور و بوم‌سازگان‌های ایالات متحده و کانادا شامل گونه‌های کمیاب و در معرض خطر |
| Pl@ntNet                                                                              | شناساییی گیاهان، مشاهده، عکس | X                  |                    |                    |                    |                    |                    |                                                                                              | شناسایی گیاهان، مشاهدات، پروژه علمی شهروندی، عکس‌ها و پراکندگی |
|                                                                                       | |                    |                    |                    |                    |                    |                    |                                                                                              | |
| ویکی‌گونه                                                                              | همه شکل‌های زندگی | X                  | x                  | X                  | X                  | X                  | X                  | X                                                                                            | آرایه‌شناسی بالاتر، همنام‌ها، نام عامیانه، منابع |
|                                                                                       | |                    |                    |                    |                    |                    |                    |                                                                                              | |
| زیرساخت گونه‌محور سراسر اروپا (PESI)                                                   | آرایه‌های اروپایی | X                  | x                  | X                  | X                  | X                  | X                  |                                                                                              | فهرست‌های آرایه‌شناختی مسئولانه از گونه‌های اروپا، شامل آرایه‌شناختی بالاتر، همنام‌ها، نام‌های عامیانه، و پراکنش در اروپا |
|                                                                                       | |                    |                    |                    |                    |                    |                    |                                                                                              | |
| Naturdata                                                                             | آرایه‌های پرتغالی | X                  | x                  | X                  | X                  | X                  | X                  |                                                                                              | فهرستهای گونه‌های پرتغالی دربرگیرندهٔ سرزمین اصلی و جزایر با یک صفحه برای هر گونه شامل آرایه‌شناسی، همنام، نامهای عامیانه، تصویرها، ویدئوها و پراکندگی در پرتغال |
| وبگاه تنوع زیستی گرجستان                                                              | پایگاه‌داده تنوع زیستی گرجستان | X                  | x                  | X                  | X                  | X                  | X                  |                                                                                              | فهرست‌های پوشانندهٔ تقریباً ۱۱٬۰۰۰ گیاه و جانور ثبت‌شدهٔ برای گرجستان (قفقاز میانی و غربی) |
| ScaleNet                                                                              | حشرات پولک‌دار (بالاخانوادهٔ شپشک) |                    |                    |                    |                    | X                  |                    |                                                                                              | نامگذاری، پراکنش، میزبان‌ها، رده‌بندی و منابع |
| پایگاه فراداده تنوع باکتریایی                                                         | پایگاه‌داده میانی اطلاعات مربوط به استرین دربارهٔ تنوع زیستی باکتری‌ها و باستانیان را فراهم می‌سازد                                                  |                    |                    |                    |                    |                    |                    | X                                                                                            | انواع داده میانی مانند آرایه‌شناسی، ریخت‌شناسی، فیزیولوژی، محیط زیست و زیست‌شناسی مولکولی |
| فهرست جهانی گونه‌های دریایی                                                            | جانداران دریایی |                    |                    |                    | X                  | X                  | X                  |                                                                                              | آرایه‌شناسی بالاتر، نام علمی، همنام‌ها، پراکنش، نسبت‌ها، منابع |
| بانک جلبک                                                                             | جلبکها و دیگر فتوسنتزکننده‌های اکسیژنی، بیشتر از گیاهان خشکی embryophyte                                                                          | X                  |                    |                    |                    |                    | X                  | X                                                                                            | آرایه‌شناسی بالاتر، نام علمی، همنام‌ها، نام رایج، عکس، پراکنش و منابع |
| Tropicos                                                                              | آرایه‌شناسی، پراکندگی، و داده نمونه‌ها برای باغ گیاهشناسی میسوری                                                                                   | X                  |                    |                    |                    |                    |                    |                                                                                              | نزدیک به ۱٫۳ میلیون نام علمی و بیش از ۴٫۴ میلیون رکورد نمونه‌ای، انباشته شده در طول بیش از ۳۰ سال |
| iAMF                                                                                  | پایگاه‌داده قارچهای Arbuscular Mycorrhizal برای تبارزایی، نام‌گذاری، آرایه‌شناسی و پراکنش در هند                                                    | X                  |                    |                    |                    |                    | X                  |                                                                                              | پراکندگی، تبارزایی، پایگاه‌داده آرایه‌شناختی قارچ‌های arbuscular mycorrhizal در دو کرحله ساخته شد. در گام نخست مطالعه (۲۰۱۳–۲۰۱۵) حضور حدود ۱۴۸ گونه از قارچ‌های AM در ۱۸ ایالت هند گزارش شد (Gupta et al. 2014). در گان دوم (پس از ۲۰۱۵) این مطالعه به سه ایالت دیگر گسترش یافت. |